# Double Jeopardy (Zvezdna vrata SG-1)
Double Jeopardy je naslov epizode znanstveno-fantastične serije Zvezdna vrata, v kateri se ekipa SG-1 vrne na planet, ki so ga nekoč uspeli osvoboditi izpod Goa'uldov. V tej epizodi se spopadejo z maščevalnim Kronosom, ki terorizira tamkajšnje ljudstvo. Ekipa SG-1 je ponovno pripravljena priskočiti na pomoč, toda izkaže se, da so prebivalci planeta izgubili zaupanje v njihove reševalske sposobnosti.